# Almazul
Almazul là một đô thị ở tỉnh Soria, Castile and León, Tây Ban Nha. Theo điều tra dân số năm 2004 của INE, đô thị này có dân số 102 người.